# 滋賀重列
滋賀 重列（しが しげつら、1866年7月27日（慶応2年6月16日） - 1936年（昭和11年））は、日本の建築家。

## 人物
イリノイ大学留学後、東京高等工業学校（現東京工業大学）の建築科創設に関わり初代建築科長。1903年（明治36年）『建築雑誌』に発表した「住家（改良の方針に就いて）」は、日本における先駆的な住宅改良論として知られている。住宅産業の草分けであるあめりか屋の顧問もつとめ、明治・大正期において日本の住生活水準の向上に貢献した。
錦華小学校一期生で、同期に夏目漱石がいる。

## 略歴
- 1884年 東京府中学校（現日比谷高）卒業
- 1893年 イリノイ大学建築学科卒業
- 1894年 東京工業学校（1901東京高等工業学校と改称）附設工業教員養成所木工科授業方取調
- 1902年 東京高等工業学校建築科教授、建築科長
- 1917年 同校退官、あめりか屋顧問
- 1923年の関東大震災後、蔵前から大岡山に移転した東京高等工業学校に嘱託として復帰し、1930年まで復興建築の設計及び計画調査をつとめた（この間1929年東京高等工業学校は東京工業大学に昇格）

## 学位
- 1905年 マスターオブアーキテクチャー（イリノイ大学）

## 作品
- 1903年 東京高等工業学校新校舎
- 1931年 滋賀重列自邸[2] ‐ 登録有形文化財[3]

## 家族
- 父・滋賀重身 ‐ 徳大寺実則侯爵の家扶[4]。重列はその長男[5]。滋賀家は代々徳大寺家の侍。
- 母・ため（1843-） ‐ 雅楽師・多忠愛の二女。[5]
- 前妻・はる（1877-） ‐ 建築家・木子清敬の二女。一男三女を儲ける。[6]
- 後妻・末（1878-） ‐ 徳大寺家諸大夫・堀川師克の妹。姉の夫に男爵上田宗雄、姪の夫に滋岡長彦。[5][7]。夫没後は重列設計の杉並の自邸で家政婦と二人で暮らした[8]。
- 養子・重守（1894-） ‐ 多忠龍の長男。いとこ（母ための甥）。[5]
- 弟・滋賀秀修（1869-） ‐ 予備海軍中佐[5]。娘婿に瀧本義一[9]。
- 孫・中島公子 ‐ 三女・梅子の二女[10]。仏文学舎。夫に中島昭和。[3]
- 曾孫・中島さおり、中島京子 ‐ ともに文筆家